# Klęska głodu w Kazachstanie (1931–1933)

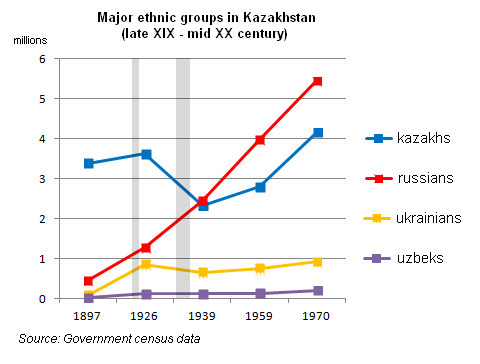
Wykres przedstawiający liczebność grup etnicznych na terenie Kazachstanu w latach 1897–1970. Wyraźnie widać spadek liczby ludności rdzennych Kazachów podczas głodu.

Klęska głodu w Kazachstanie – klęska głodu w Kazachskiej Autonomicznej Socjalistycznej Republiki Radzieckiej w latach 1931–1933. Według różnych szacunków podczas głodu zginęło od 1,5 mln do około 2-3 milionów rdzennych Kazachów. Przypuszcza się, że podczas klęski głodu zmarła połowa ludności Kazachstanu.

## Historia
Bezpośrednimi przyczynami głodu były susza z 1930 roku oraz przymusowa kolektywizacja. Kazachska ASRR musiała dostarczyć nie tylko początkowo przewidziane ilości zboża, ale również ziarno siewne dla innych republik radzieckich. W wyniku suszy zebrano zbyt niskie plony, które pozwoliłyby zachować część zboża w Kazachstanie. O ile w 1930 roku państwo zabierało 33% zbiorów w Kazachstanie, tak w 1931 roku państwo zabrało 39,5% zbiorów, pomimo gorszych plonów. W kolejnych latach rząd ZSRR zdecydował się na zabieranie wszystkich zbiorów, w tym tych przeznaczonych do zasiania pól lub wyżywienia miejscowej ludności. Działacze komunistyczni w akcie desperacji przed niewypełnieniem planu dokonywali masowych konfiskat zbóż. Ponadto władze blokowały tradycyjne szlaki pasterskie i rekwirowały zwierzęta hodowlane, by dostarczyć żywność do rosyjskich miast.
W sierpniu 1932 roku przewodniczący Rady Komisarzy Ludowych Kazachskiej ASRR Oraz Isajew poinformował Józefa Stalina o rozmiarach głodu w swojej republice, uznając, że obecne problemy wynikają z kolektywizacji i przymusowego osiedlania plemion wędrownych. Najwięcej ofiar było wśród przymusowo osiedlonych Kazachów oraz wśród Kazachów, którzy musieli oddać państwu posiadane bydło.
Osoby mające wgląd w dane statystyczne pokazujące gwałtowny wzrost zgonów podczas klęski głodu poddano represjom. Część z nich aresztowano i rozstrzelano. W latach 1937–1939 opracowano sfałszowane statystyki, do których dodano 375 tys. osób.
Według Anne Applebaum wywołanie klęski głodu w Kazachstanie stanowiło jedną z form sowietyzacji wymierzoną przeciwko Kazachom, jednak skala klęski rolnictwa w Kazachstanie nie była tak duża jak na Ukrainie oraz Kaukazie Północnym (zamieszkanym przez liczną ludność ukraińskojęzyczną).

## Upamiętnienie
- 10 listopada 2003 roku dwadzieścia pięć państw świata (w tym Rosja) wydały deklarację w związku z siedemdziesiątą rocznicą Wielkiego Głodu w ZSRR, w której oddano cześć ofiarom (w tym ofiarom klęski głodu w Kazachstanie)[9].